# Resolution 668 des UN-Sicherheitsrates
Die Resolution 668 des UN-Sicherheitsrates ist eine Resolution, die der Sicherheitsrat der Vereinten Nationen in seiner 2941. Sitzung am 20. September 1990 einstimmig beschloss. Nachdem der Rat die laufenden politischen Diskussionen und Bemühungen um eine gerechte und dauerhafte friedliche Situation in Kambodscha zur Kenntnis genommen hat, billigte er den politischen Rahmen, der es dem kambodschanischen Volk ermöglichen würde, sein Recht auf Selbstbestimmung durch von den Vereinten Nationen organisierte Wahlen auszuüben.
Der Rat hatte sich seit fast einem Jahrzehnt mit der Frage Kambodscha und der Besetzung des Landes durch vietnamesische Truppen befasst, doch der Rat konnte mangels Einigkeit unter seinen ständigen Mitgliedern nicht tätig werden. Stattdessen wurde es von der Generalversammlung behandelt. Nach dem Sturz der Roten Khmer im Jahr 1979 installierte Vietnam eine Marionettenregierung, die von mehreren Gruppen im Land abgelehnt wurde, darunter die United National Front für ein unabhängiges, neutrales, friedliches und kooperatives Kambodscha, die Khmer People’s Liberation Front und die Partei des demokratischen Kambodscha, aber sowohl von Vietnam als auch von der Sowjetunion unterstützt wurde. Vertreter aller Parteien versammelten sich 1989 zur Pariser Konferenz, aber es wurde keine Einigung erzielt.
Nach dem Revolutionen im Jahr 1989 favorisierte die chinesisch-vietnamesische Chengdu-Konferenz vom September 1990 den von Peking vorgeschlagenen Dialog mit 13 Mitgliedern anstelle der von Hanoi vorgeschlagenen Dialoglösung mit 12 Mitgliedern. Nach Gesprächen in Indonesien und Japan im Oktober 1990 vereinbarten die Parteien einen Plan, in dem sie sich von bestimmten Grundsätzen leiten lassen, um das kambodschanische Problem zu lösen. Der Sicherheitsrat hat in der Resolution 668 das Abkommen anerkannt und begrüßt.
In der Resolution wird die Schaffung eines Obersten Nationalrats als Autoritätsquelle während der Übergangszeit begrüßt. Er ersuchte auch andere Länder und den Generalsekretär, weiterhin bei der Friedensregelung mitzuwirken. Ein Schritt in der Generalversammlung zur Unterstützung des Friedensprozesses wurde auch in der Resolution 45/3 vom 15. Oktober 1990 genehmigt.